# Pączek

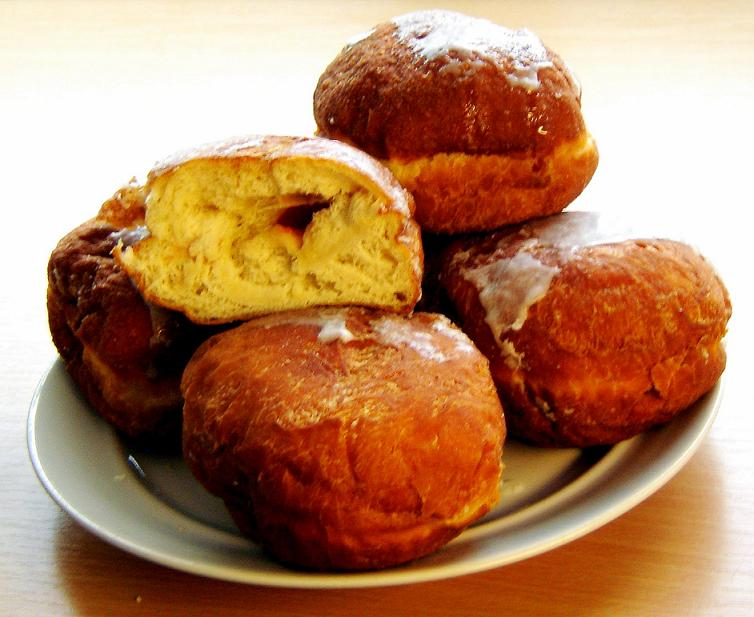
Pączki

Een pączek (meervoud pączki) is een traditioneel gefrituurd gistdeeggerecht uit Polen. Ze zijn meestal gevuld met jam of een andere zoete vulling. Meestal zijn ze bedekt met poedersuiker, glazuur of stukjes gedroogde sinaasappelschil. Het beslag bestaat uit eieren, boter, suiker, gist en soms melk. Soms wordt een beetje alcohol toegevoegd waardoor bij het frituren minder vet wordt opgenomen.
Pączki worden in Polen traditioneel gegeten op de zogenaamde Vette Donderdag, de donderdag voor Aswoensdag. Volgens de traditie werden pączki gemaakt om de wintervoorraden op te maken voordat de vastentijd voorafgaand aan Pasen begon.